# Уфимская ТЭЦ-4
Уфимская ТЭЦ-4 — теплоэлектроцентраль, расположенная в северном промышленном районе города Уфы Республики Башкортостан. Входит в состав ООО «Башкирская генерирующая компания» и снабжает энергией промышленную площадку ОАО «Уфанефтехим».

## История
История Уфимской ТЭЦ-4 связана с развитием нефтеперерабатывающей и нефтехимической промышленности Башкирии в 50-80-е годы XX века. Станция проектировалась, строилась и расширялась по проекту Харьковского отделения института «Теплоэлектропроект».
Строительство ТЭЦ началось в 1954 году, а 3 ноября 1956 года были запущены её первые агрегаты.
Развитие станции продолжалось до конца 80-х годов. Станция была переведена на сжигание газа. В проточных частях паровых турбин № 1 и 2 впервые в Башкирэнерго были установлены сотовые уплотнения. Гидродинамическая система регулирования турбины переведена на электрогидравлическую. В 80-е годы XX века мощность станции достигла 410—417 МВт с отпуском тепла до 2500 Гкал/ч. Усиленно велось расширение станции — вводилась третья очередь. Были установлены три паровых котла ТГМ-84Б, значительно расширилась химводоочистка.
В результате спада производства на нефтехимических предприятиях республики в 90-е годы часть оборудования оказалась невостребованной. Ухудшились технико-экономические показатели, сказывалась проблема старения оборудования, отработавшего 40-45 лет.
С 1988 по 1994 год станцию возглавлял Николай Андреевич Курапов — Генеральный директор ОАО «Башкирэнерго» в 2001—2009 годах, с 2010 года — Советник Президента Республики Башкортостан.
В 2004 году был остановлен и переведен в режим консервации первый блок 90 ата (5 турбоагрегатов и 7 паровых котлов). Была усовершенствована тепловая схема оставшегося в работе второго блока 140 ата, оптимизировано использование питательной воды. В результате были значительно снижены расходы на воду и сжатый воздух. Были также внедрены мероприятия режимного характера, повысившие экономичность и надежность оборудования и станции в целом.
В 2010 году по соображениям экономической целесообразности:
- с 1 марта выведены из эксплуатации водогрейные котлы ВК-1 и ВК-2 типа ПТВМ-100;
- с 1 июля выведены из эксплуатации паровая турбина ТГ-3 типа Р-20-90/18, а также паровые котлы ПК-2 типа Е-230/100ГМ и ПК-5 типа Е-230-9,8-510ГМ;
- с 1 августа выведена из эксплуатации паровая турбина ТГ-5 типа ПТ-60-90/13;
- с 1 сентября паровая турбина ТГ-8 перемаркирована с ПТ-50-130/13 на ПТ-60-130/13, паровая турбина ТГ-10 в результате реконструкции заменена с Р-45-130/13 на приключенную турбину К-45-1,6.

С 1 июля 2011 года выведены из эксплуатации паровые котлы ПК-6 и ПК-7.
В результате описанных мероприятий установленная электрическая мощность ТЭЦ в 2010 году уменьшилась с 400 до 330 МВт, тепловая — с 1 608 до 892 Гкал/ч.

## Описание
Предприятие отпускает электрическую энергию, а также тепловую энергию в паре и в горячей воде на нужды отопления. Основными потребителями пара являются предприятие нефтеперерабатывающей промышленности ОАО «Уфанефтехим», в непосредственной близости от которого располагается Уфимская ТЭЦ-4. Основным видом топлива на ТЭЦ является природный газ, резервным — мазут. Также на ТЭЦ сжигается технологический и попутный газ с соседних предприятий нефтехимического комплекса.
В 2010 году Уфимская ТЭЦ-4 выработала 1 185,7 млн кВт·ч электрической энергии, что составляет 4,7 % от выработки электрической энергии на территории Республики Башкортостан. Коэффициент использования установленной электрической мощности составил в 2010 году 36,7 %. Отпуск тепловой энергии в том же году составил 1 702 тыс. Гкал.